# دوري غولد
دوري غولد (بالعبرية: ייזידור "דורי" גולד؛ 25 يوليو 1953 – 03 مارس 2025) هو دبلوماسي إسرائيلي شغل مناصب حكومية مختلفة. كما تولى رئاسة مركز القدس للشؤون العامة، وكان مستشاراً لرئيس الوزراء السابق أرئيل شارون ورئيس الوزراء الحالي بنيامين نتنياهو خلال ولايته الأولى. في مايو 2015، عينه نتنياهو مدير عام وزارة الخارجية.

## نشأته
وُلِد جولد في 25 يوليو 1953 في هارتفورد، كونيتيكت ، الولايات المتحدة، ونشأ في منزل يهودي محافظ . أمضى تعليمه الأساسي في مدرسة يشيفا الأرثوذكسية في هارتفورد. في السبعينيات التحق بمدرسة نورثفيلد ماونت هيرمون ثم التحق بجامعة كولومبيا. هناك حصل جولد على درجة البكالوريوس والماجستير في العلوم السياسية ، ثم حصل على درجة الدكتوراه في العلوم السياسية ودراسات الشرق الأوسط .
درس الأدب العربي وتخصص في القانون الدولي وكانت أطروحته للدكتوراه عن المملكة العربية السعودية. وقد شكل هذا البحث فيما بعد الأساس لكتابه الأكثر مبيعًا في صحيفة نيويورك تايمز عام 2003 ، مملكة الكراهية: كيف تدعم المملكة العربية السعودية الإرهاب العالمي الجديد. في كتابه زعم دوري غولد أن المملكة العربية السعودية كانت تمول الإرهاب بنشاط من خلال دعم أعداء الولايات المتحدة ومهاجمة حلفائها.

## روابط خارجية
- الموقع الرسمي